# Valeur d'usage
La valeur d'usage, dans un contexte économique, est la valeur des avantages économiques futurs attendus de l'utilisation d'un actif. Plus généralement, il s'agit de la valeur attribuée à l'utilisation réelle ou potentielle d'un bien, d'un service ou d'une ressource (ressource naturelle, ressource humaine).

## Historique
La notion de valeur économique a évolué au cours du temps, au fur et à mesure qu'on a précisé les différents aspects de cette notion : gratuité ou coût des intrants, prix sur un marché, rentabilité, profit, besoin, utilité et utilité marginale, valeur travail, valeur d'échange, etc.
Cette notion, évoquée par Aristote, est construite par opposition à la notion de valeur d'échange. La valeur d'usage est caractéristique d'un individu ou d'un groupe technique comme une entreprise, tandis que la valeur d'échange dépend des autres et de la valeur d'usage (différente) ou intrinsèque qu'ils peuvent accorder à la même chose. 
L'opposition entre les deux notions n'est pas frontale, mais dialectique : il n'y a d'échange que parce qu'on accorde une utilité, donc une valeur d'usage, à la chose obtenue ; tandis que l'usage peut aussi impliquer un échange, en amont (achat de farine) ou en aval (vente de pain). Adam Smith illustre cette opposition au travers du Paradoxe de l'eau et du diamant.
Condillac parallèlement montre le côté subjectif de la valeur. La valeur d'usage dépend de l'utilisateur et des circonstances, en fonction de ses capacités physiques, de ses connaissances, de son souhait présent, de ses anticipations futures, de sa situation, de son organisation (dans le cas d'un groupe), du temps dont il dispose ou disposera pour utiliser un bien ou un service, etc.
La valeur d'usage tient également compte des usages productifs que l'utilisateur doit, veut ou peut faire : cela met en place, en fonction des processus disponibles, des « chaînes de valeur d'usage » (la valeur d'usage du pain détermine celle de la farine et des autres facteurs de production, puis celle du moulin, etc.). De cette observation, on peut tirer deux conclusions :
- c'est la valeur d'usage du produit final qui est l'élément essentiel, dont dépend la valeur d'usage puis la valeur d'échange de tous les biens utilisés pour le produire ;
- dans la mesure où les processus de production sont caractéristiques de la société (capacités techniques, connaissances, état des ressources et des besoins, etc.), on pourrait imaginer qu'il existe une valeur d'usage objective, et qu'il serait possible de la déterminer scientifiquement. Même si chaque individu a, au départ, sa propre valeur d'usage, il pourrait être ainsi possible de construire une valeur d'usage collective.

Karl Marx assimile les deux notions d'utilité et de valeur d'usage :

« L'utilité d'une chose fait de cette chose une valeur d'usage. Mais cette utilité n'a rien de vague et d'indécis. Déterminée par les propriétés du corps de la marchandise, elle n'existe point sans lui. Ce corps lui-même, tel que fer, froment, diamant, etc., est conséquemment une valeur d'usage, et ce n'est pas le plus ou moins de travail qu'il faut à l'homme pour s'approprier les qualités utiles qui lui donne ce caractère. Quand il est question de valeurs d'usage, on sous-entend toujours une quantité déterminée, comme une douzaine de montres, un mètre de toile, une tonne de fer, etc. Les valeurs d'usage des marchandises fournissent le fonds d'un savoir particulier, de la science et de la routine commerciales. »

Par utilité, il faut donc tout simplement comprendre usage. Par exemple, une pomme et un stylo n'ont pas le même usage. L'une permet de se nourrir alors que l'autre permet d'écrire.
La valeur d'usage est l'un de ces aspects de la valeur, historiquement important, même si la notion a perdu de son lustre avec le développement des autres aspects et spécialement depuis le marginalisme.

## Les supports de la valeur d’usage
Les biens et services fournis par le marché ont une valeur d’échange déterminée par le marché. Cette valeur d’échange présuppose que le produit possède une valeur d’usage (non mesurable) pour l’acheteur. Les biens et services fournis par le marché ne sont pas les seuls à avoir pour les individus une valeur d’usage. Des productions non monétaires comme les productions domestiques ont une valeur d’usage. Des productions socialement utiles fournies par le bénévolat l’ont également. Il en est de même pour les biens et services créés par une décision collective tels que l’éducation ou les services publics non marchands. Une controverse existe concernant les biens et services naturels qui ont une valeur d’usage. Les économistes néoclassiques pensent qu’ils ont une valeur économique intrinsèque et qu’il suffit de créer un marché pour la révéler dès lors que des droits de propriété sur la nature seraient instaurés. Pour les tenants de l’écologie profonde, les biens et services naturels appartiennent à un autre registre que l’économie. Ils contribuent à la préservation des équilibres des écosystèmes.